# Эрвайс, Аркадий Владимирович
Аркадий Владимирович (Абрам Вольфович) Эрвайс (15 (28) февраля 1908, Кишинёв, Бессарабская губерния — после 1979, Москва) — советский учёный-метролог, специалист в области станкостроения, доктор технических наук.

## Биография
Родился 15 февраля (по старому стилю) 1908 года в Кишинёве в семье Вольфа Шимоновича Эрвайса и Момцы Лейзеровны Грабойс.
В начале Великой Отечественной войны был с женой эвакуирован в Челябинск, в 1943 году — военинженер (интендант) 3-го ранга.
В 1930—1940-е годы работал в конструкторском бюро московского завода «Калибр», затем научным сотрудником Научно-исследовательского бюро взаимозаменяемости Министерства станкостроения СССР, одновременно — старший научный сотрудник научно-исследовательского института технологии автомобильного, тракторного и сельскохозяйственного машиностроения (позже НИИ технологии автомобильной промышленности — НИИТ автопром), в 1960—1970-е годы — в Центральном научно-исследовательском институте машиностроения (ЦНИИмаш).
Автор серии монографий и справочников по юстировке и ремонту измерительной аппаратуры, изданных под эгидой наркомата тяжёлой промышленности СССР и министерства автомобильного, тракторного и сельскохозяйственного машиностроения СССР. Один из авторов пятитомного «Справочника металлиста» (1958—1960). Был сотрудником журнала «Автомобильная промышленность».

## Семья
- Брат — Семён Вольфович Эрвайс (1899—1941), погиб на фронте в ноябре 1941 года.
- Племянники — Владимир Эрвайс, писатель и режиссёр-документалист; Вильям Труб (1929—?), художник, скульптор.
- Жена — Римма Николаевна Эрвайс (урождённая Стефанович, 1909—?), экономист[6].

## Публикации
- Ремонт гладких микрометров (с Б. О. Шуром). М.: Машгиз, 1943. — 30 с.
- Ремонт и юстировка инструментальных микроскопов. М.: Машгиз, 1948. — 163 с.
- Юстировка и ремонт оптиметров. М.: Машгиз, 1948. — 80 с.
- Юстировка и ремонт универсальных микроскопов. М.: Машгиз, 1949. — 132 с.
- Юстировка и ремонт проекторов и оптических длиномеров. М.: Машгиз, 1951. — 136 с.
- Проверка, юстировка и ремонт рычажных микрометров и индикаторов часового типа. Министерство автомобильного, тракторного и сельскохозяйственного машиностроения СССР. Государственный всесоюзный институт автомобильной технологии Оргавтопром. М.: Отдел технической информации, 1954. — 36 с.
- Ремонт плоскопараллельных концевых мер (плиток). Министерство автомобильного, тракторного и сельскохозяйственного машиностроения СССР. Научно-исследовательский институт технологии автомобильного, тракторного и сельскохозяйственного машиностроения НИИТМ. М.: Отдел технической информации, 1955. — 23 с.
- Юстировка и ремонт оптических приборов для измерения углов. М.: Отдел технической пропаганды НИИТ Автопром, 1956. — 64 с.
- Юстировка и ремонт оптико-механических измерительных приборов. М.: Машгиз, 1958. — 459 с.
- Новые и модифицированные измерительные приборы в машиностроении. М.: Отдел технической пропаганды НИИТ Автопром, 1958. — 84 с.
- Справочник металлиста. В 5-ти тт. (с соавторами). Главный редактор Н. С. Ачеркан. М.: Машгиз, 1958—1960.
- Современные методы и приборы для контроля больших длин. М.: ЦБТИ, 1959. — 36 с.
- Юстировка и ремонт измерительных машин. М.: Машгиз, 1960. — 107 с.
- Optyczne przyrządy pomiarowe: Naprawa i justowanie / A. W. Erwais. Z ros. tłum. Zygmunt Legun. Warszawa: Państw. wyd-wa techniczne, 1961. — 434 с.
- Типовые примеры схем измерений размерных параметров деталей машиностроения (с Н. Е. Копаневичем). М.: НИИИНМАШ, 1969. — 141 с.
- Средства измерения длин и углов в машиностроении (с Н. И. Зиминым). М: НИИМаш, 1971. — 110 с.
- Средства проверки качества ремонта станков. Научно-техническое общество машиностроительной промышленности. Университет технического прогресса в машиностроении. Заочные курсы повышения квалификации ИТР по ремонту технологического оборудования машиностроительных заводов. М.: Машиностроение, 1972. — 41 с.
- Высокоточные металлообрабатывающие станки Швейцарии. Автомобильная промышленность, № 9, 1979.